# All I Know So Far
All I Know So Far è un singolo della cantautrice statunitense Pink, pubblicato il 7 maggio 2021 come secondo estratto dal secondo album dal vivo di Pink All I Know So Far: Setlist.
Il brano è stato candidato ai Grammy Award 2022 nella categoria migliore canzone scritta per i media visivi.

## Descrizione
Il brano, scritto dalla stessa Pink assieme a Benj Pasek e Justin Paul, è una lettera aperta della cantautrice sulla propria vita alla figlia Willows.

## Promozione
Il singolo è il secondo estratto di due progetti della cantautrice che richiamano lo stesso nome. Il primo progetto è un docufilm sulla vita di Pink per Amazon Prime Video intitolato Pink: All I Know So Far, uscito il 21 maggio 2021, diretto da Michael Gracey. Il secondo progetto è l'album All I Know So Far: Setlist, che raccoglie le registrazioni live di alcuni brani cantanti durante il Beautiful Trauma World Tour e gli inediti All I Know So Far e Cover Me in Sunshine.

## Video musicale
Il videoclip, diretto da Dave Meyers, viene diffuso nella stessa data di pubblicazione del singolo. La collaborazione tra Meyers e Pink segna il 16º videoclip dei due artisti.
Nel video appaiono l'attrice Judith Light, la cantante e attrice Cher, il marito di Pink, Carey Hart, e i loro figli Jameson Moon e Willow Sage Hart.

## Riconoscimenti
MTV Video Music Awards
- 2021 - Candidatura ai migliori effetti speciali[15]

Grammy Award
- 2022 - Candidatura alla migliore canzone scritta per i media visivi[16]

## Tracce
Testi e musiche di Pink, Benj Pasek e Justin Paul.
1. All I Know So Far – 4:39

## Classifiche

### Classifiche settimanali
| Classifica (2021)              | Posizione massima |
| ------------------------------ | ----------------- |
| Australia                      | 25                |
| Belgio (Fiandre)               | 47                |
| Belgio (Vallonia)              | 32                |
| Canada                         | 30                |
| Croazia                        | 13                |
| Germania                       | 75                |
| Irlanda                        | 52                |
| Islanda                        | 30                |
| Paesi Bassi                    | 64                |
| Regno Unito                    | 39                |
| Stati Uniti                    | 74                |
| Stati Uniti Adult Contemporary | 9                 |
| Svezia                         | 99                |
| Svizzera                       | 48                |

### Classifiche di fine anno
| Classifica (2021) | Posizione |
| ----------------- | --------- |
| Canada            | 76        |
| Croazia           | 51        |
| Islanda           | 97        |